# Kungsbacka församling
Kungsbacka församling var en församling i Göteborgs stift och i Kungsbacka kommun. Församlingen uppgick (namnändrades) 2013  i Kungsbacka-Hanhals församling.

## Administrativ historik
Församlingen har medeltida ursprung. Församlingen var till 2013 moderförsamling i pastoratet Kungsbacka och Hanhals. Församlingen uppgick (namnändrades) 2013  i Kungsbacka-Hanhals församling.

## Kyrkor
- Kungsbacka kyrka
- Sankta Gertruds kapell, Kungsbacka